# Лабыгин, Андрей Николаевич
Андрей Николаевич Лабыгин (род. 1969) — российский государственный деятель, заместитель председателя Думы города Иркутска, врио мэра города Иркутска (октябрь 2009 – март 2010), уполномоченный по защите прав предпринимателей в Иркутской области (с 2020 года). Кандидат юридических наук.

## Биография
Родился 11 марта 1969 года в селе Новая Курба Заиграевского района Бурятской АССР. Отец — агроном, мать — агроном-экономист.
В 1986 году окончил среднюю школу села Кабанск Республики Бурятия с серебряной медалью и поступил на юридический факультет Иркутского государственного университета. В 1987 году был призван на воинскую службу в ряды Советской армии. Отслужил два года в Забайкальском военном округе в звании старшего сержанта. Ещё через два года, в 1993 году окончил юридический факультет Иркутского университета, получив специальность «Правоведение».
Работал по полученной специальности, специализировался на разрешении хозяйственных и корпоративных споров. В 2002 году руководил аппаратом Законодательного собрания Иркутской области. В 2003 году возглавил юридическую консультацию межтерриториальной коллегии адвокатов, затем стал главой адвокатского бюро «Правовой аспект».
В 2004 году был выбран депутатом в Думу города Иркутска. В 2005 году депутаты Думы избрали его председателем городской Думы.
В 2008 году в Московской академии экономики и права он защитил кандидатскую диссертацию по теме: «Перспективы и отдельные проблемы развития права муниципальной собственности в свете муниципальной реформы в России».
В 2009 году был вновь избран депутатом и председателем Думы г. Иркутска пятого созыва. С октября 2009 по март 2010 года временно исполнял обязанности мэра города Иркутска.
В 2013—2018 годах был депутатом Законодательного собрания Иркутской области по 5-му избирательному округу; также занимал пост заместителя председателя Законодательного собрания и председателя комитета по здравоохранению и социальной защите.
В сентябре 2019 года вновь избран депутатом Думы города Иркутска седьмого созыва, став заместителем председателя Думы.
12 ноября 2020 года губернатор Иркутской области Игорь Кобзев подписал указ о назначении Андрея Лабыгина на должность регионального уполномоченного по защите прав предпринимателей; 16 ноября он приступил к работе в этой должности.